# Copa Italia 1922
La Copa Italia 1922 fue la primera edición de este torneo italiano. Participaron 37 equipos: Aeronáutica Torino, Audace Livorno, Carpi, Casalecchio, Codogno, Crema, Edera Trieste, Enotria Goliardo, Fanfulla Lodi, Feltrese, Fiorente Génova, Firenze, Forti e Liberi Forlì, Juventus Italia Milano, Libertas Milano, Libertas Firenze, Lucchese, Mantovana, Molassana, Novese, Parma, Pastore Torino, Pro Livorno, Rivarolese, Saronno, Sestrese, Speranza Savona, Spes Génova, Treviso, Trevigliese, Torinese, Triestina, Udinese, Vercellesi Erranti, Virtus Bologna, Vado, Valenzana. El campeón fue el Vado, que derrotó 1 a 0 al Udinese.

## Resultados

### Primera fase
Un sorteo estableció que Libertas Firenze, Pro Livorno y Treviso comenzaran más adelante. Los 17 partidos se jugaron el 2 de abril
|                        | Resultado    |                         |
| ---------------------- | ------------ | ----------------------- |
| Audace Livorno         | 0 - 2        | Molassana Genova *      |
| Casalecchio            | 0 - 2        | Carpi*                  |
| Crema                  | 4 - 1        | Codogno                 |
| Fanfulla Lodi          | 2 - 0        | Libertas Milano         |
| Forti e Liberi Forlì   | 3 - 0        | Mantovana               |
| Juventus Italia Milano | 2 - 0        | Enotria Goliardo Milano |
| Lucchese               | 9 - 0        | C.S. Firenze            |
| Novese                 | 6 - 0        | aeronautica Torino      |
| Rivarolese             | 2 - 0        | Sestrese                |
| Spes Genova            | 0 - 1        | Speranza Savona         |
| Trevigliese            | 0 - 1 (pró.) | Saronno                 |
| Triestina              | 4 - 2        | Edera Trieste           |
| Udinese                | 4 - 0        | Feltrese                |
| Vado                   | 4 - 3 (pró.) | Fiorente Genova         |
| Valenzana              | 2 - 1        | Pastore Torino          |
| Vercellesi Erranti     | 0 - 1        | U.S. Torinese           |
| Virtus Bologna         | 1 - 0        | Parma                   |

Libertas Firenze, Pro Livorno y Treviso pasan la ronda por sorteo.
(*): Los equipos pasaron el turno debido a las pérdidas de los oponentes.

### Segunda fase
Los 9 partidos se jugaron el 9 de abril
|                        | Resultado |                  |
| ---------------------- | --------- | ---------------- |
| Crema                  | 1 - 2     | Speranza Savona  |
| Fanfulla Lodi          | 1 - 4     | Novese           |
| Forti e Liberi Forlì   | 4 - 0     | Treviso          |
| Juventus Italia Milano | 3 - 0     | U.S. Torinese    |
| Lucchese               | 5 - 0     | Rivarolese       |
| Triestina              | 0 - 3     | Udinese          |
| Vado                   | 5 - 1     | Molassana Genova |
| Valenzana              | 1 - 0     | Saronno          |
| Virtus Bologna         | 1 - 0     | Carpi            |

Libertas Firenze y Pro Livorno pasan la ronda por sorteo.

### Tercera fase
Edera Trieste, eliminada previamente, se reincorporó en el torneo por sorteo. Los 4 partidos se jugaron el 23 de abril
|               | Resultado |                        |
| ------------- | --------- | ---------------------- |
| Edera Trieste | 0 - 3     | Udinese                |
| Lucchese      | 4 - 0     | Virtus Bologna         |
| Vado          | 2 - 0     | Juventus Italia Milano |
| Valenzana     | 3 - 0     | Forti e Liberi Forlì   |

Libertas Firenze, Novese, Pro Livorno y Speranza Savona pasan la ronda por sorteo.

## Fase final
|  | Cuartos de final | Cuartos de final |                  |          | Semifinales | Semifinales |  |      | Final                | Final                |  |
|  | 18 de junio      | 18 de junio      |                  |          | 25 de junio | 25 de junio |  |      | 16 de julio (Génova) | 16 de julio (Génova) |  |
|  |                  |                  |                  |          |             |             |  |      |                      |                      |  |
|  |                  |                  |                  |          |             |             |  |      |                      |                      |  |
|  | Vado             | 1                |                  |          |             |             |  |      |                      |                      |  |
|  | Vado             | 1                |                  |          |             |             |  |      |                      |                      |  |
|  | Pro Livorno      | 0                |                  |          |             |             |  |      |                      |                      |  |
|  | Pro Livorno      | 0                |                  | Vado     | 1           |             |  |      |                      |                      |  |
|  |                  |                  |                  | Vado     | 1           |             |  |      |                      |                      |  |
|  |                  |                  | Libertas Firenze | 0        |             |             |  |      |                      |                      |  |
|  | Libertas Firenze | 2                | Libertas Firenze | 0        |             |             |  |      |                      |                      |  |
|  | Libertas Firenze | 2                |                  |          |             |             |  |      |                      |                      |  |
|  | Valenziana       | 0                |                  |          |             |             |  |      |                      |                      |  |
|  | Valenziana       | 0                |                  |          |             |             |  | Vado | 1                    |                      |  |
|  |                  |                  |                  |          |             |             |  | Vado | 1                    |                      |  |
|  |                  |                  | Udinese          | 0        |             |             |  |      |                      |                      |  |
|  | Luchesse         | 2                | Udinese          | 0        |             |             |  |      |                      |                      |  |
|  | Luchesse         | 2                |                  |          |             |             |  |      |                      |                      |  |
|  | Speranza         | 1                |                  |          |             |             |  |      |                      |                      |  |
|  | Speranza         | 1                |                  | Luchesse | 0           |             |  |      |                      |                      |  |
|  |                  |                  |                  | Luchesse | 0           |             |  |      |                      |                      |  |
|  |                  |                  | Udinese          | 1        |             |             |  |      |                      |                      |  |
|  | Novese           | 0                | Udinese          | 1        |             |             |  |      |                      |                      |  |
|  | Novese           | 0                |                  |          |             |             |  |      |                      |                      |  |
|  | Udinese          | 2                |                  |          |             |             |  |      |                      |                      |  |
|  | Udinese          | 2                |                  |          |             |             |  |      |                      |                      |  |
|  |                  |                  |                  |          |             |             |  |      |                      |                      |  |

### Cuartos de final
Los 4 partidos se jugaron el 18 de junio
|                   | Resultado |           |
| ----------------- | --------- | --------- |
| Libertas Firenze* | 2 - 0     | Valenzana |
| Pro Livorno       | 0 - 1     | Vado      |
| Speranza Savona   | 1 - 2     | Lucchese  |
| Udinese*          | 2 - 0     | Novese    |

* Los equipos pasaron por el forfait de los rivales.

### Semifinal
Los 2 partidos se jugaron el 25 de junio. Por causa de un error técnico sobre el pateo de un penal, el partido Udinese Luchesse se jugó dos veces.
|         | Resultado    |                  |
| ------- | ------------ | ---------------- |
| Vado    | 1 - 0 (pró.) | Libertas Firenze |
| Udinese | 4 - 3 (pró.) | Lucchese         |
| Udinese | 1 - 0 *      | Lucchese         |

(*): Repetición del partido.

### Final
La final se disputó en Génova el 16 de julio de 1922
|      | Resultado    |         |
| ---- | ------------ | ------- |
| Vado | 1 - 0 (pró.) | Udinese |

#### Ficha del partido
- Vado: Babboni A., Babboni L., Raimondi, Masio, Romano, Cabiati, Roletti, Babboni G., Marchese, Esposto, Levratto.

- Udinese: Ladolo, Bertoldi, Schifio, Dal Dan, Barbieri, Gerace, Tosolini, Melchior, Moretti, Semintendi, Ligugnana.

- Árbitro:  Luigi Pasquinelli

- Gol: V. Levratto ( 118')

Campeón

Vado F. C.
1° título

## Categorías
- Datos: Q1131302